# Herb gminy Sułów
Herb gminy Sułów – jeden z symboli gminy Sułów.

## Wygląd
Herb przedstawia w polu czerwonym trzy kule złote w pas ponad takimż godłem herbu szlacheckiego Jelita – tj. dwie kopie w krzyż skośny, złote, na nich takaż trzecia na opak w słup.

## Symbolika
Herb gminy Sułów nawiązuje do miejscowych stosunków własnościowych. Znakomita większość wsi gminy wchodziła dawniej w skład Ordynacji Zamojskich, stąd w projekcie godło herbu Jelita. Wyjątkiem był natomiast sam Sułów, który stanowił uposażenie proboszcza fary szczebrzeszyńskiej p.w. św. Mikołaja. Stąd w herbie atrybut tego świętego w postaci trzech złotych kul. Dodatkowym argumentem był też fakt, że większa część terenu gminy przez wieki należała do szczebrzeskiej parafii. Parafie istniejące obecnie na terenie gminy są bowiem stosunkowo młode..

## Historia
Herb przyjęty 30 grudnia 2024 roku, opracowany przez Kamila Wójcikowskiego i Roberta Fidurę.